# Gusten Åberg
Nils Gustaf "Gusten" Åberg, född 26 mars 1870 i Malmö Sankt Petri församling, Malmö död där 18 mars 1932, var en svensk ingenjör och kommunalpolitiker. Han var far till Paul Åberg.
Åberg blev student vid Lunds universitet 1888 och utexaminerades från Kungliga Tekniska högskolan i Stockholm 1892. Han var ritare vid Pottstown Iron Company, Pottstown, Pennsylvania, 1892–1893, konstruktör vid Johnson Company, Johnstown, Pennsylvania, 1893–1894, och vid Cambria Iron Company, Johnstown, Pennsylvania, 1894–1896.  Han var verksam som konsulterande ingenjör inom värme- och sanitetstekniska facket i Malmö från 1897. Han var ledamot av drätselkammaren i Malmö från 1901  och av stadsfullmäktige 1904–1919. Han var ledamot av direktionen för tekniska skolorna i Malmö från 1911. Gusten Åberg är begravd på Sankt Pauli norra kyrkogård i Malmö.